# XX Giochi del Commonwealth
I XX Giochi del Commonwealth si sono svolti a Glasgow, in Scozia, dal 23 luglio al 3 agosto 2014.

## Processo di selezione
La città scozzese è stata scelta durante l'Assemblea Generale della federazione dei Giochi del Commonwealth del 9 novembre 2007, riunitasi a Colombo in Sri Lanka. L'altra contendente era la città di Abuja in Nigeria che però ricevette solo 24 voti contro i 47 di Glasgow.
La città di Halifax, in Canada aveva presentato candidatura ma l'ha successivamente ritirata l'8 marzo 2007.
| Votazione per i XX Giochi del Commonwealth | Votazione per i XX Giochi del Commonwealth | Votazione per i XX Giochi del Commonwealth | Votazione per i XX Giochi del Commonwealth |
| Città                                      | Paese                                      | Voti                                       |                                            |
| ------------------------------------------ | ------------------------------------------ | ------------------------------------------ | ------------------------------------------ |
| Glasgow                                    | Scozia                                     | 47                                         |                                            |
| Abuja                                      | Nigeria                                    | 24                                         |                                            |

## Sviluppo e preparazione
Il Celtic Park ha ospitato la cerimonia di apertura dei Giochi. La Commonwealth Arena e il distretto del Velodromo Sir Chris Hoy, situati a Parkhead nell'East End della città, hanno ospitato il badminton e il ciclismo su pista. Glasgow Green è stato il punto di partenza per gli eventi gratuiti di atletica leggera (maratona), ciclismo (corsa su strada) e ciclismo (cronometro). Glasgow Green era la sede dell'hockey su prato e vide la costruzione di un nuovo Glasgow Green Hockey Centre. Il Tollcross International Swimming Centre è stato la sede degli eventi di nuoto.
L'Ibrox Stadium, nel South Side, è stato la sede del torneo di rugby a 7. La mountain bike si è svolta sul Cathkin Braes a Rutherglen, il Royal Burgh vicino alla città.
Lo Scottish Exhibition and Conference Centre, situato nel West End della città, ha ospitato le gare di Wrestling, Judo e Boxe, nonché il Main Press Centre e l'International Broadcast Centre, beneficiando della sua posizione strategica adiacente alla sede della BBC Scotland e STV a Pacific Quay. Il Clyde Auditorium ha ospitato il sollevamento pesi, mentre il nuovo OVO Hydro è stato utilizzato per gli eventi di ginnastica e netball.
Kelvingrove Park, sempre nel West End della città, è stato la sede del Bowls e dispone di cinque campi da bocce installati per uso competitivo. Prima dei Giochi sono stati completati un ammodernamento e una ristrutturazione completi del parco. Lo Scotstoun Leisure Centre ha ospitato ping-pong e squash.
Le gare di tiro si svolgevano presso i poligoni di tiro con fucili a canna piena e argilla del Ministero della Difesa a Barry Buddon, vicino a Dundee, che furono utilizzati anche nei Giochi del Commonwealth del 1986. C'erano poligoni temporanei costruiti per gli eventi con fucili e pistole di piccolo calibro.

### Villaggio degli atleti
Il villaggio degli atleti per i Giochi del Commonwealth del 2014 era situato su un sito di 35 ettari (86 acri), a Dalmarnock, Glasgow. L'intero progetto è stato progettato da RMJM.

### Costo e finanziamento
Il costi sostenuti per l'organizzazione della manifestazione sono stati pari a circa 728 milioni di Euro.

## Partecipanti

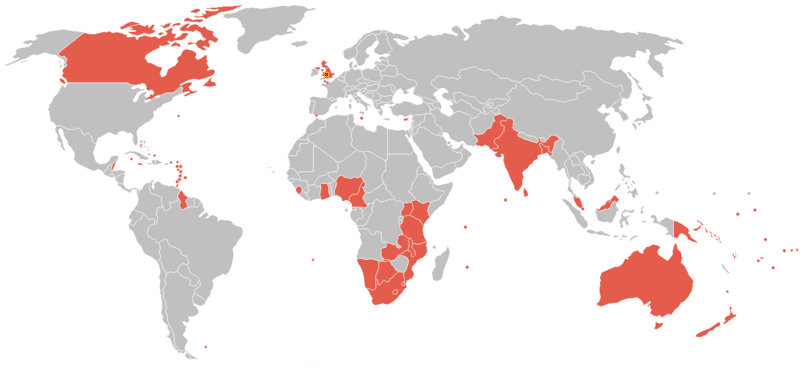
Paesi partecipanti

Ai Giochi del Commonwealth 2014 partecipano 71 paesi, territori e regioni del Commonwealth. 
Il 7 ottobre 2013, il Gambia, dopo aver abbandonato il Commonwealth, ha confermato che non avrebbe preso parte ai giochi.
In ordine alfabetico secondo il nome in lingua d'origine (inglese):
- Anguilla
- Antigua e Barbuda
- Australia
- Bahamas
- Bangladesh
- Barbados
- Belize
- Bermuda
- Botswana
- Isole Vergini Britanniche
- Brunei
- Camerun
- Canada
- Isole Cayman
- Isole Cook
- Cipro
- Dominica
- Inghilterra
- Isole Falkland
- Figi
- Ghana
- Gibilterra
- Grenada
- Guernsey
- Guyana
- India
- Isola di Man
- Giamaica
- Jersey
- Kenya
- Kiribati
- Lesotho
- Malawi
- Malaysia
- Malta
- Mauritius
- Montserrat
- Mozambico
- Namibia
- Nauru
- Nuova Zelanda
- Nigeria
- Niue
- Isola Norfolk
- Irlanda del Nord
- Pakistan
- Papua Nuova Guinea
- Ruanda
- Sant'Elena, Ascensione e Tristan da Cunha
- Saint Kitts e Nevis
- Saint Lucia
- Saint Vincent e Grenadine
- Samoa
- Scozia
- Seychelles
- Sierra Leone
- Singapore
- Isole Salomone
- Sudafrica
- Sri Lanka
- eSwatini
- Tanzania
- Tonga
- Trinidad e Tobago
- Turks e Caicos
- Tuvalu
- Uganda
- Vanuatu
- Galles
- Zambia

## Gli sport
Il programma di Glasgow 2014 prevede i seguenti sport:
- Atletica leggera
- Badminton
- Ciclismo
  -  Ciclismo su strada
  -  Ciclismo su pista
  -  Ciclismo su pista
- Ginnastica
  -  Ginnastica artistica
  -  Ginnastica ritmica
- Hockey su prato
- Judo
- Lawn bowls
- Lotta
- Netball
- Powerlifting (4)
- Pugilato
- Rugby a 7
- Sollevamento pesi
- Sport acquatici
  -  Nuoto
  -  Tuffi
- Squash
- Tennis tavolo
- Tiro
- Tiro
- Triathlon

### Cerimonia d'apertura
La cerimonia di apertura si è tenuta il 23 luglio 2014 al Celtic Park ed è durata circa tre ore. Durante lo spettacolo si sono esibiti dei cantanti scozzesi come Rod Stewart e Susan Boyle ed hanno sfilato gli atleti in rappresentanza dei 71 Paesi partecipanti. Gli sportivi malesi hanno sfilato con le bandiere a lutto e le fasce nere al braccio per ricordare la tragedia del Volo Malaysia Airlines 17 abbattuto in Ucraina dai miliziani filorussi durante la guerra nell'est del paese. Nelle rappresentazioni coreografiche è stata richiamata la storia della Scozia, paese ospitante, utilizzando la tipica fantasia del tessuto scozzese utilizzato per il kilt. Oltre alla regina Elisabetta II del Regno Unito, che ha tenuto un discorso, hanno presenziato alla cerimonia il principe consorte Filippo di Edimburgo, il principe Carlo con la moglie Camilla Shand e il primo ministro britannico David Cameron, oltre a numerose altre autorità.

## Marketing
Emblema
Il logo ricorda anche vagamente il Clyde Auditorium, uno dei monumenti più riconoscibili di Glasgow. Lo schema, che forma i numeri romani XX, rappresenta anche la 20ª edizione dei Giochi del Commonwealth.
Sponsor
Mascotte
Clyde, un cardo antropomorfo che prende il nome dal fiume che scorre attraverso il centro di Glasgow, è stata la mascotte ufficiale dei Giochi del Commonwealth del 2014. 25 statue di Clyde a grandezza naturale furono erette in luoghi di interesse pubblico in tutta la città, tra cui i giardini botanici di Glasgow, la Kelvingrove Art Gallery e George Square.

## Medagliere
| Pos.   | Paese              |     |     |     | Totale |
| ------ | ------------------ | --- | --- | --- | ------ |
| 1      | Inghilterra        | 56  | 55  | 43  | 165    |
| 2      | Australia          | 45  | 42  | 45  | 132    |
| 3      | Canada             | 31  | 16  | 34  | 81     |
| 4      | Scozia             | 19  | 14  | 19  | 52     |
| 5      | India              | 14  | 28  | 19  | 61     |
| 6      | Nuova Zelanda      | 14  | 12  | 17  | 43     |
| 7      | Sudafrica          | 13  | 10  | 16  | 39     |
| 9      | Nigeria            | 11  | 11  | 14  | 36     |
| 8      | Kenya              | 10  | 10  | 5   | 25     |
| 10     | Giamaica           | 10  | 4   | 8   | 22     |
| 11     | Singapore          | 8   | 3   | 4   | 15     |
| 12     | Galles             | 4   | 11  | 20  | 35     |
| 13     | Malaysia           | 4   | 7   | 6   | 17     |
| 14     | Cipro              | 2   | 4   | 2   | 8      |
| 15     | Irlanda del Nord   | 2   | 3   | 7   | 12     |
| 16     | Papua Nuova Guinea | 2   | 0   | 0   | 2      |
| 17     | Camerun            | 1   | 3   | 3   | 7      |
| 18     | Uganda             | 1   | 0   | 4   | 5      |
| 19     | Grenada            | 1   | 0   | 1   | 2      |
| 20     | Botswana           | 1   | 0   | 0   | 1      |
| 20     | Kiribati           | 1   | 0   | 0   | 1      |
| 22     | Trinidad e Tobago  | 0   | 3   | 5   | 8      |
| 23     | Pakistan           | 0   | 3   | 1   | 4      |
| 24     | Bahamas            | 0   | 2   | 1   | 3      |
| 24     | Samoa              | 0   | 2   | 1   | 3      |
| 26     | Namibia            | 0   | 1   | 2   | 2      |
| 27     | Mozambico          | 0   | 1   | 1   | 2      |
| 27     | Mauritius          | 0   | 1   | 1   | 2      |
| 29     | Bangladesh         | 0   | 1   | 0   | 1      |
| 29     | Isola di Man       | 0   | 1   | 0   | 1      |
| 29     | Nauru              | 0   | 1   | 0   | 1      |
| 29     | Sri Lanka          | 0   | 1   | 0   | 1      |
| 33     | Ghana              | 0   | 0   | 2   | 2      |
| 33     | Zambia             | 0   | 0   | 2   | 2      |
| 35     | Barbados           | 0   | 0   | 1   | 1      |
| 35     | Figi               | 0   | 0   | 1   | 1      |
| 35     | Saint Lucia        | 0   | 0   | 1   | 1      |
| Totale | Totale             | 250 | 250 | 301 | 801    |